# 私の観た香川II
私の観た香川II（わたしのみたかがわツー）は、西日本放送のラジオ番組。

## 放送の内容
- 支店経済の街、高松市に赴任した国の出先機関や民間企業等のトップを取材し、香川県について感想、提言、期待などをインタビューするトーク番組である。出演者のリクエスト曲や、その思い出話も聞く。
- あらかじめ数ヶ月分収録されている。
- かつては名物かまどの提供で「かまどサロン 私の観た香川」を番組タイトルとして毎週日曜に長らく続いていたが、名物かまどは2011年秋にスポンサーを降板、タイトルも「私の観た香川」となり、2012年4月からは放送を毎月第一・三週目の日曜日に限定し、「私の観た香川II」として続いていた。
- 2012年6月までエンディングテーマにはかつて使用されていたかまどのCMソングのひとつを使っていた。（かまどのHPにて試聴可能[1]）

## インタビュアー
- 池田弥生（RNCアナウンサー・2012年7月 - 2024年12月15日）

## 過去の出演者
- ? - 2012年6月:小橋克彦（RNC事業部職員。元アナウンサー）
- 1999年頃:前川幸恵
- ? - 2006年3月:久保麻希
- 2006年4月 - 2008年3月:高見千鶴
- 2008年4月 - ?:磯部路恵
- ? - 2012年6月:内海加奈子